# Kertész Andor (matematikus)
Kertész Andor (Gyula, 1929. február 19. – Budapest, 1974. április 3.) magyar matematikus, a debreceni Kossuth Lajos Tudományegyetem (KLTE) egyetemi tanára. Kertész András nyelvész, akadémikus édesapja.
A matematika számomra mindig szellemi-lelki gyönyörűséget és művészi hajlamaim kiélését jelentette. Életem derekán túl örömmel vállalhatom: boldog vagyok, hogy matematikus lehetek, s hivatásként csinálhatom azt, amit ha sorsom kedvezőtlenebbül alakul, valószínűleg csak hobbyból csinálnék.

## Életpályája
Középiskolai tanulmányait a gyulai Római Katolikus Gimnáziumban végezte, ahol 1947-ben érettségizett. 1947-ben felvételt nyert a debreceni Kossuth Lajos Tudományegyetem (KLTE) matematika-fizika-ábrázoló geometria szakára, ahol 1952-ben szerzett középiskolai tanári oklevelet. Egyetemi évei alatt már demonstrátor, majd a Matematikai Intézet gyakornoka. 1951 és 1954 között Szele Tibor és Rédei László aspiránsa volt modern algebrából.
1954-ben elnyerte a kandidátusi fokozatot az Operátormodulusok és féligegyszerű gyűrűk című kandidátusi értekezésével, 1957-ben pedig a matematikai tudományok doktora címet Az operátormodulusok általános elméletéhez című doktori disszertációval. 1954-ben a KLTE Matematikai Intézetének adjunktusa lett. 1960-tól 1968-ig a KLTE Matematikai Intézet Algebra és Számelmélet Tanszékének a vezetője 1963-ig docensi beosztásban. 1961 és 1963, valamint 1968 és 1971 között a Halle–Wittenbergi Luther Márton Egyetem vendégprofesszora volt. 1962-ben Nagy-Britanniában és az NSZK-ban tartott előadásokat. 1963-ban a KLTE-n egyetemi tanárrá nevezték ki.
1968. december 7-én a Leopoldina Német Természettudományos Akadémia a rendes tagjai közé választotta. Tiszteletére hívták életre az 1988-ban a Kertész Andor Megyei Matematika Emlékversenyt.
Rengeteg nemzetközi konferencián vett részt, és tartott előadást Nyugat-, Közép- és Kelet-Európa számos egyetemén.
Hosszan tartó súlyos betegségben 1974. április 3-án hunyt el Budapesten.

## Munkássága
Az algebrán belül három fő érdeklődési területe volt: az Abel-csoportok elmélete, a modulusok elmélete és a gyűrűk elmélete, de a matematikatörténet is érdekelte. Legfontosabb felismerése a modulusok direkt felbontására vonatkozott, és a modulusok elmélete alapján jutott a lineáris egyenletrendszerek általános elméletének kidolgozásához. A gyűrű radikáljairól is kiemelkedő felfedezéseket tett. A halmazelméletben a számosság kérdésével foglalkozott. Hallei vendégprofesszorsága alatt Georg Cantor matematikai munkásságának feltárásához is hozzájárult. A Szele Tibor alapította debreceni algebrai iskola meghatározó személyisége volt. A halle–wittenbergi egyetemen neki volt köszönhető a modern algebrai iskola megteremtése.

## Családja
Szülei Kertész Lajos (1899–1974) gyulai gimnáziumi ének-zenei tanár, református kántor és Nyíri Mária. Testvérei Kertész Lajos zongoraművész, Kertész Gábor építészmérnök és Kertész Attila történelem–ének-zenei szakos tanár, Liszt-díjas karnagy.
Felesége Tóth Ilona történelem–földrajz szakos középiskolai tanár, gyermekei Kertész András nyelvész és Kertész Gabriella orvos.

## Szervezeti tagságok
- a Leopoldina Német Természettudományos Akadémia tagja (1968)
- a Kossuth Lajos Tudományegyetem (KLTE) Természettudományi Kar Tudományos Gazdasági Bizottság elnöke
- a Magyar Tudományos Akadémia (MTA) Matematikai Bizottságának tagja
- a Publicationes Mathematicae szerkesztőbizottságának tagja (1955–1974)
- a Mathematical Reviews munkatársa
- a Bolyai János Matematikai Társulat tagja
- a Deutsche Mathematiker Vereinigung tagja

## Díjai, elismerései
- Grünwald Géza emlékdíj (1953)
- Akadémiai nagydíj első fokozata (1968)[5]
- a Halle–Wittenbergi Luther Márton Egyetem bronz emlékérme (1971)
- az Akadémiai Kiadó nívódíja (1972)

## Emlékezete
- Kertész Andor Megyei Matematika Emlékverseny

## Művei

### Kandidátusi értekezés
- Kertész Andor: Operátormodulusok és féligegyszerű gyűrűk, kandidátusi értekezés, Debrecen, 1954. (62 old)

### Akadémiai doktori értekezés
- Kertész Andor: Az operátormodulusok általános elméletéhez, doktori értekezés, Debrecen, 1957. (107 old)

### Könyvei
- Kertész, Andor: Vorlesungen über Artinsche Ringe, Akadémiai Kiadó, Budapest; Teubner Verlag, Leipzig, 1968.
- Kertész, Andor: Einführung in die transfinite Algebra, Akadémiai Kiadó, Budapest, 1975. ISBN 963-05-0382-4
- Kertész, Andor–Manfred Stern: Georg Cantor 1845–1918, Schöpfer der Mengenlehre, Halle, 1983.
- Kertész, Andor: Lectures on Artian Rings, Akadémiai Kiadó, Budapest, 1987. (az 1968-as német nyelvű kiadás bővített változata angolul)

### Cikkei
- Kertész, Andor: On the groups every subgroup of which is a direct summond, Publicationes Mathematicae 2, Debrecen, 74–75, 1951.
- Kertész, Andor–Szele, Tibor (1951). „On abelian groups every multiple of which is a direct summand : To Professor Reinhold Baer on his 50th birthday” (angol nyelven). Acta scientiarum mathematicarum, Szeged 14, 157–166. o. (Hozzáférés: 2018. július 16.)
- Kertész, Andor: On the decomposibility of abelian p-groups into the direct sum of cyclic groups, Acta Mathematica Academiae Scientiarum Hungaricae 3, 121–126, 1952.
- Kertész, Andor–Szele, Tibor: On the smallest distrance of two lines in 3-space, Publicationes Mathematicae 2, Debrecen, 308–309, 1952.
- Kertész, Andor: On fully decomposible abelian torsion groups, Acta Mathematica Academiae Scientiarum Hungaricae 3, 225–232, 1952.
- Kertész Andor: Ábel-féle p-csoportok felbonthatósága ciklikus csoportok direkt összegére, MTA Matematikai és Fizikai Tudományok Osztályának Közleményei 5, 69. o., 1955.
- Kertész Andor: Teljesen reducibilis Ábel-féle torziócsoportok, MTA Matematikai és Fizikai Tudományok Osztályának Közleményei 5, 70. o., 1955.
- Kertész, Andor: Systems of equations over modules : To Professor Alexander Kurosh on hit 50th birthday. Acta scientiarum mathematicarum, (18) 3-4. pp. 207-234. (1957)[6]
- Kertész, Andor: On independent sets of elements in algebra : To Professor L. Rédei on his 60th birthday. Acta scientiarum mathematicarum, (21) 3-4. pp. 260-269. (1960)
- Kertész Andor: Egyszerű bizonyítás Steinitz egy tételélre, Matematikai Lapok 12, 32–37, 1961.
- Kertész, Andor: On multimodules, Archiv der Mathematik 13, 267–274, 1962.
- Kertész Andor: Kvázicsoportok, Matematikai Lapok 15, 87–113, 1964.
- Kertész Andor: Gyűrűk Jacobson-féle radikáljáról, MTA Matematikai és Fizikai Tudományok Osztályának Közleményei 16, 445–461, 1966.
- Kertész, Andor: Zur Theorie der kompakt erzeugten modularen Verbände, Publicationes Mathematicae 15, 1–11, 1968.
- Kertész Andor: Száz éves a valós számok egzakt bevezetése, Matematikai Lapok 22, 231–233, 1971.
- Kertész, Andor: A new proof of Litoff's theorem, Acta Mathematica Academiae Scientiarum Hungaricae 23, 1–3, 1972.